# За

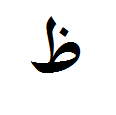
Ізольована форма літери

За (араб. ظاء‎‎; з̣а̄’) — сімнадцята літера арабської абетки, позначає звук [zˁ]. 
В усіх позиціях за має вигляд ظ‎.
За належить до сонячних літер.
Літері відповідає число 900.
В перській мові ця літера також має назву «за» (перс. ظا), звучить як [z].

## В юнікоді
| Юнікод         | U+0638            |
| Ім'я в юнікоді | ARABIC LETTER ZAH |
| HTML           | &#1592;           |
| ISO 8859-6     | 0xd8              |